# Rythme d'automne (numéro 30)
Rythme d'automne (numéro 30) (en anglais Autumn Rhythm (Number 30)) est une peinture de l'artiste américain Jackson Pollock, créée en 1950.

## Description
Rythme d'automne (numéro 30) est un tableau à la peinture-émail non figurative. La peinture y est appliquée par projection, coulure, versage, etc., sur la toile à l'horizontale, avant d'être retravaillée, conduisant à des paquets de fils ou gouttelettes noirs, blancs ou bruns.
L’œuvre est une composition sur toile, composée d’un ensemble de projections de peintures, qui ressemblent à des gribouillis anarchiques, plein de mouvements sauvages asymétriques et sans perspective. Pollock semble avoir exprimé de la colère. Le tracé est répétitif et aléatoire. Les couleurs sont le brun, le noir et le blanc. Leur rôle est de donner du mouvement et du relief, d’exprimer une émotion. Les couleurs dominantes sont le noir et le brun, ce sont des couleurs chaudes. Le noir ayant pour objectif de donner du relief. Le blanc apporte une luminosité à l’œuvre.

## Historique
Jackson Pollock commence à utiliser la méthode de drip painting à partir de 1947. Il réalise Rythme d'automne (numéro 30) en 1950.
L'œuvre fait partie des collections du Metropolitan Museum of Art, à New York.